# Gemelli (těstoviny)
Gemelli, výslovnost [dʒeˈmɛlli], v italštině („dvojčata“), je druh italských těstovin. Gemelli nejsou dvě trubky, které jsou stočeny kolem sebe, i když tak vypadají. Místo toho jsou jediným kusem těsta ve tvaru S, který je ohnutý a stočený do spirály. Gemelli jsou menší než připomínající fusilli.